# Abborretjärnet (Ånimskogs socken, Dalsland, 653694-130786)
Abborretjärnet är en sjö i Åmåls kommun i Dalsland och ingår i Göta älvs huvudavrinningsområde. Abborretjärnen ligger i Sörknatten Natura 2000-område.